# 12310 Londontario
12310 Londontario è un asteroide della fascia principale. Scoperto nel 1992, presenta un'orbita caratterizzata da un semiasse maggiore pari a 2,7367793 UA e da un'eccentricità di 0,1849105, inclinata di 1,69798° rispetto all'eclittica.
La denominazione, proposta da Robert e Peter Jedicke, fa riferimento alla città canadese di London, in Ontario.